# Adolfo Feragutti Visconti

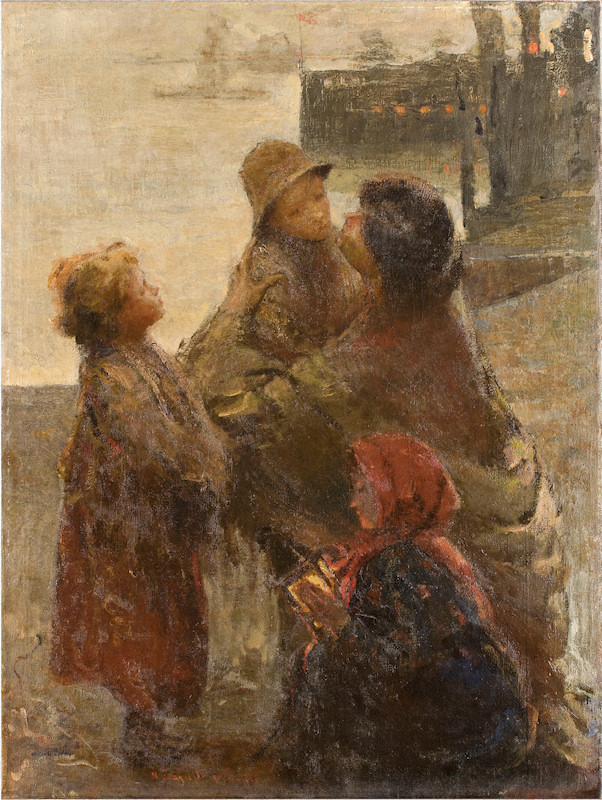
Ricordati della mamma, 1903 ca.
collezione privata

Adolfo Feragutti Visconti (Pura, 25 marzo 1850 – Milano, 10 marzo 1924) è stato un pittore e incisore svizzero naturalizzato italiano.

## Biografia
Nasce in Svizzera da Lodovico, contadino e stuccatore e Maria Visconti. Dopo i primi rudimenti di disegno appresi in Canton Ticino nel 1868, alla morte del padre si iscrive all'Accademia di Brera dove è allievo di Luigi Bisi, Bartolomeo Giuliano e Giuseppe Bertini e in seguito all'Accademia di belle arti di Firenze sotto la guida di Stefano Ussi; in questo periodo viene a contatto con gli artisti Macchiaioli.
Rientrato a Milano nel 1874, considerata la quasi omonimia con il pittore verista Arnaldo Ferraguti, decide di annettere il cognome della madre al suo.
Figura tra i primi soci della Famiglia Artistica, associazione di riferimento della Scapigliatura milanese e partecipa costantemente alle rassegne espositive meneghine, come nel 1875 con Studio dal vero, l'anno successivo con Contadina lombarda, nel 1877 con Testa di paggio, nel 1883 con la grande composizione Alberigo denuncia le turpitudini di Ugo re di Lombardia e La lupa (presentate lo stesso anno anche all'Esposizione di belle arti di Roma), nel 1887 con le nature morte La gola a dieci anni e La gola a vent'anni.
Ottiene il primo conclamato successo nel 1881 con Jus primae noctis,  presentato all'Esposizione nazionale di belle arti di Brera insieme a due studi di testa, Femia e Marcellina e acquistato dal Presidente del Consiglio Agostino Depretis.
Partecipa alle mostre della Società Promotrice delle belle arti di Torino nel 1883 con Testa di ragazzo e la sua prima natura morta Uva e nel 1884 con Acca Larenzia (oggi dispersa).
A causa della sua instabilità finanziaria, nel 1888 abbandona la nazionalità svizzera per quella italiana.
Nel 1891 sposa la modella Giuseppina Riva: dal matrimonio nascono Ugo, Amalia, Lodovico, Giovanni e Maria Ester. Nello stesso anno con il Ritratto della nobile signora Eleonora Cottalorda Tellini si aggiudica il prestigioso Premio Principe Umberto all'Esposizione nazionale di Brera e una medaglia d'oro all'Esposizione Internazionale di Belle Arti di Monaco; partecipa inoltre all'Esposizione artistica Svizzera di Lugano con Una partenza.
Nel 1892 è presente all'Esposizione internazionale di Genova e il suo dipinto Cristoforo Colombo viene scelto come manifesto per le celebrazioni del Quattrocentenario della scoperta dell'America. Nel 1894 e nel 1897 ottiene la medaglia d'oro alla Triennale di Milano per i dipinti Le gemelle, Ritratto del cav. Spatz e L'onomastico della mamma, mentre nel 1898 riceve il diploma d'onore all'Esposizione d'arte sacra di Torino con la tela A Nazaret e partecipa all'Esposizione di Torino con Ritratto in montagna e La sorella minore.
Nel 1903 partecipa alla Quinta Biennale di Venezia con Ricordati della mamma, Calendimaggio e con il dittico La notte e Il meriggio, l'anno successivo viene allestita una sua personale al Teatro Apollo di Lugano dove sono presenti, fra le altre opere, i pastelli del ciclo Maghe persiane (esposto anche alla Permanente di Milano e nel 1905 alla Biennale di Venezia e all'Esposizione secessionista di Monaco) e Mille e una notte; partecipa inoltre all'Esposizione Italiana a Londra con Calendimaggio e Donna veneziana.
Nel 1906 partecipa all'Esposizione internazionale di Milano con quattro dipinti, fra i quali Futuri alpini e Ritratto di signora.
Per rimediare a gravi difficoltà economiche, nel 1907 si trasferisce nella Terra del Fuoco, in Argentina dove allestisce un'esposizione che sorprende tutti per la novità dei soggetti ma che, contrariamente alle aspettative, non si conclude con il successo economico sperato. Pertanto, tra il dicembre 1908 e il gennaio 1909 ritorna in Italia lasciando a un amico argentino le opere di vecchia maniera eseguite in Italia, tra cui un ritratto femminile datato 1877, ma portando con sé i migliori dipinti eseguiti in Argentina. Con queste tele allestisce alla Permanente di Milano una piccola personale ottenendo notevole successo e vasta eco sulla stampa. Nel 1911 partecipa alla Mostra degli indipendenti di Roma con Jagana, Confidenze, Anime del mare e Misteri della notte, mentre nel 1912 torna a Brera con Autoritratto e Tra gli indi della Terra del Fuoco.
Dal 1915 si stabilisce a Vanzago nella campagna milanese e aderisce all'Associazione degli acquarellisti lombardi, prendendo parte alle relative mostre; nel 1917 espone Freddo nel mio studio alla mostra annuale della Famiglia artistica.
Nel 1921 espose alla Mostra artisti Veneti, Toscani e Lombardi (alla Permanente di Milano) con tre opere, assieme a pittori come Balla, i fratelli Gioli e kienerk.
Muore improvvisamente a Milano il 10 marzo 1924, mentre sta preparando una personale presso la Galleria Pesaro di Milano.

## Stile
Artista inquieto, combattuto tra l'orgoglio per le sue origini svizzere rinnegate per motivi economici e la precarietà della condizione di emigrante in terra italiana, Feragutti Visconti viene identificato come uno dei maggiori esponenti lombardi del verismo e realismo sociale tardo ottocentesco.
Gli esordi della sua carriera artistica sono focalizzati alla rappresentazione di temi storici, grazie ai quali ottiene i primi successi (Alberigo denuncia le turpitudini di Ugo re di Lombardia, Ius primae noctis), dove denota le sue radicali convinzioni repubblicane.
A partire dal 1885 si dedica alla produzione di paesaggi, ritratti e nature morte, prodotte dal vero (evidente l'influenza macchiaiola) e su commissione, nei quali utilizza una pennellata ricca di colori accesi, stesa di getto, derivata dalla frequentazione con gli scapigliati milanesi, in particolare Ranzoni e Cremona.
La produzione della maturità artistica di Feragutti Visconti è orientata in direzione del movimento simbolista (Maghe persiane, Il meriggio), dove è evidente il superamento del realismo mediante l'audace prospettiva delle figure e dell'uso di colori vibranti, di matrice impressionista, elementi già accennati nella produzione del soggiorno argentino (Tramonto sulla Terra del Fuoco).

## Opere principali
- Luci nella foresta di Fontainebleau (1877), olio su tela, collezione privata;
- Jus primae noctis (1881), olio su tela, Galleria d'Arte Moderna di Milano[11];
- Uva (1880-1890), olio su tela, Galleria Giannoni, Novara[12];
- Giovani donne distese (1890), olio su tela, British Museum, Londra[13];
- 12 ottobre 1492 (1890), olio su tela, distrutta;
- Ritratto di signora (1891), olio su tela, Galleria d'Arte Moderna di Milano;
- La lampada accesa (1894), olio su tela, collezione privata;
- Le gemelle (1894), olio su tela, Museo d'Arte della Svizzera Italiana, Lugano;
- L'onomastico della mamma (1897), olio su tela, collezione privata;
- Maddalena (1898), olio su tela, Galleria d'Arte Moderna di Milano;
- Ricordati della mamma (1903), olio su tela, collezione privata[14];
- La notte e Il meriggio (1903), dittico, olio su tela, collezione privata;
- Maghe persiane (1904), pastello su cartone, Museo d'Arte della Svizzera Italiana, Lugano;
- Ritratto di Luigi Rossi (1905), olio su tela, Policlinico di Milano[15];
- Futuri alpini (1905-1906), olio su tela, collezione privata;
- Uva nera (1905-1915), olio su tela, Museo Cantonale d'Arte, Lugano;
- Indigena della Terra del fuoco (1908-1910), olio su tela, Pinacoteca cantonale Giovanni Züst, Rancate;
- Impressione della Terra del fuoco (1908-1910), olio su tavola, Pinacoteca cantonale Giovanni Züst, Rancate;
- Testa di indio della Terra del fuoco (1908-1910), olio su tela, Pinacoteca cantonale Giovanni Züst, Rancate;
- Maternidad (1908-1910), olio su tela, Museo d'arte della Svizzera italiana, Lugano;
- Tramonto nella Terra del Fuoco (1908-1910), olio su tela, Museo d'arte della Svizzera italiana, Lugano;
- Palude (1908-1910), olio su tela, Museo d'arte della Svizzera italiana, Lugano;
- La famiglia del Patagone (1908-1910), olio su tela, Museo d'arte della Svizzera italiana, Lugano;
- I funghi (1910-1915), olio su tela, Pinacoteca cantonale Giovanni Züst, Rancate;
- Tordi (1910-1915), olio su tela, Pinacoteca cantonale Giovanni Züst, Rancate;
- Signora in rosso (1915), olio su tela, Museo d'Arte della Svizzera Italiana, Lugano;
- Ritratto femminile (1915-1920), olio su tela, Galleria Giannoni, Novara[16];
- La fioritura delle magnolie (1915-1920), olio su tela, Museo d'Arte della Svizzera Italiana, Lugano;
- La signora delle ortensie (1921), olio su tela, Museo civico Villa dei Cedri, Bellinzona;
- Composizione con fiori (non datata), olio su tela, UNESCO.